# Golianovo
Golianovo é um município da Eslováquia, situado no distrito de Nitra, na região de Nitra. Tem 10,7 km² de área e sua população em 2018 foi estimada em 1.820 habitantes.

## Demografia
| Ano:        | 1994 | 2004   | 2014    | 2024    |
| ----------- | ---- | ------ | ------- | ------- |
| Broj ljudi: | 1116 | 1196   | 1568    | 2029    |
| Razlika:    |      | +7,16% | +31,10% | +29,40% |

| Ano:               | 2023 | 2024   |
| ------------------ | ---- | ------ |
| Número de pessoas: | 2007 | 2029   |
| Diferença:         |      | +1,09% |